# Klepáč
Klepáč (též Klepý, polsky Trójmorski Wierch, německy Klappersteine) je hora v jižní části Malosněžnického hřbetu pohoří Králický Sněžník, vysoká 1145 m, na české straně dosahuje výšky 1144 m. Vrchol se nalézá za hranicí s Polskem.

## Hydrologie
Hora je unikátní tím, že její svahy náleží do tří úmoří (odtud současný polský název, ten byl zaveden v roce 1946 doktorem Mieczysławem Orłowiczem, dříve se hora v polštině nazývala Klepacz). Vody ze západních (polských) svahů odtékají do Kladské Nisy, která zde pramení a patří k úmoří Baltského moře. Vody z jižních svahů odvádí Lipkovský potok, který se vlévá do Tiché Orlice a patří k úmoří Severního moře. Vody z východních svahů stékají drobnými pravostrannými přítoky do řeky Moravy a patří do úmoří Černého moře.

## Vegetace
Vrcholové partie hory jsou porostlé horskými třtinovými smrčinami. V nižších polohách jsou potenciální přirozenou vegetací horské acidofilní bučiny, jednalo by se o smíšené lesy s dominancí buku lesního, smrku ztepilého a jedle bělokoré. V současnosti jsou ale většinou přeměněny na kulturní smrčiny. I když je dnes většina hory zalesněna, najdeme zde i bezlesé plochy. Je to jednak primární bezlesí, které se nachází na kamenných mořích pod vrcholem. Kamenná moře jsou porostlá jen sporadickou vegetací a jsou neustále v pohybu. Klapající kameny daly hoře český a německý název. Kromě primárního bezlesí zde můžeme vidět i sekundární bezlesí, což jsou v tomto případě imisní holiny a paseky. Tyto holiny zatím nejsou příliš rozsáhlé (tedy oproti jiným místům v pohoří Králický Sněžník).

## Rozhledna
Na vrcholu byla na jaře roku 2010 slavnostně otevřena 25 metrů vysoká dřevěná rozhledna.  Mezi lety 2021 a 2022 byla odebrána spodní část schodiště. V roce 2022 byla rozhledna opravena a opět otevřena.

## Ochrana přírody
Celá česká část hory patří do Ptačí oblasti Králický Sněžník, ale není součástí NPR Králický Sněžník ani EVL Králický Sněžník.

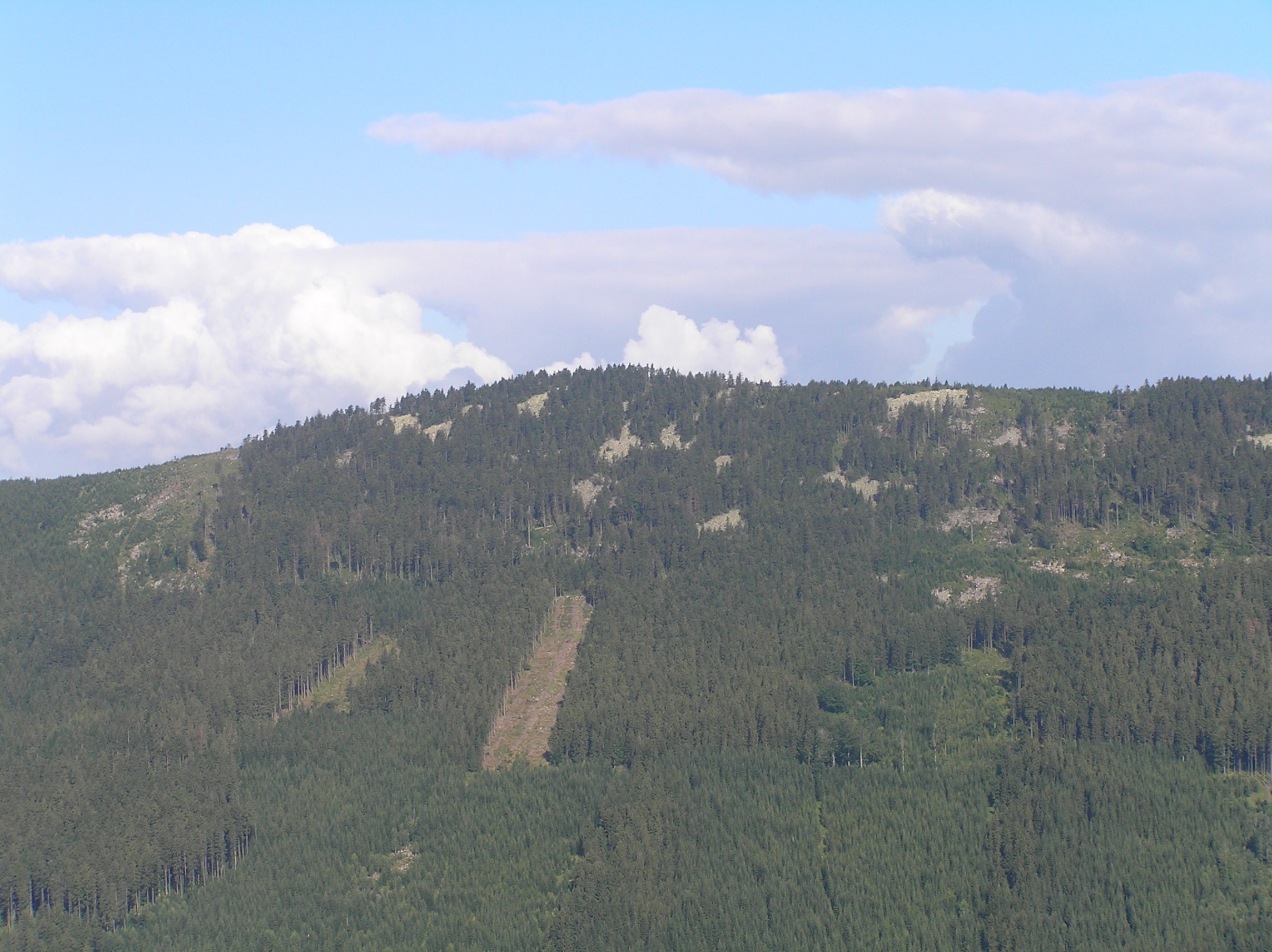
Klepáč z východu
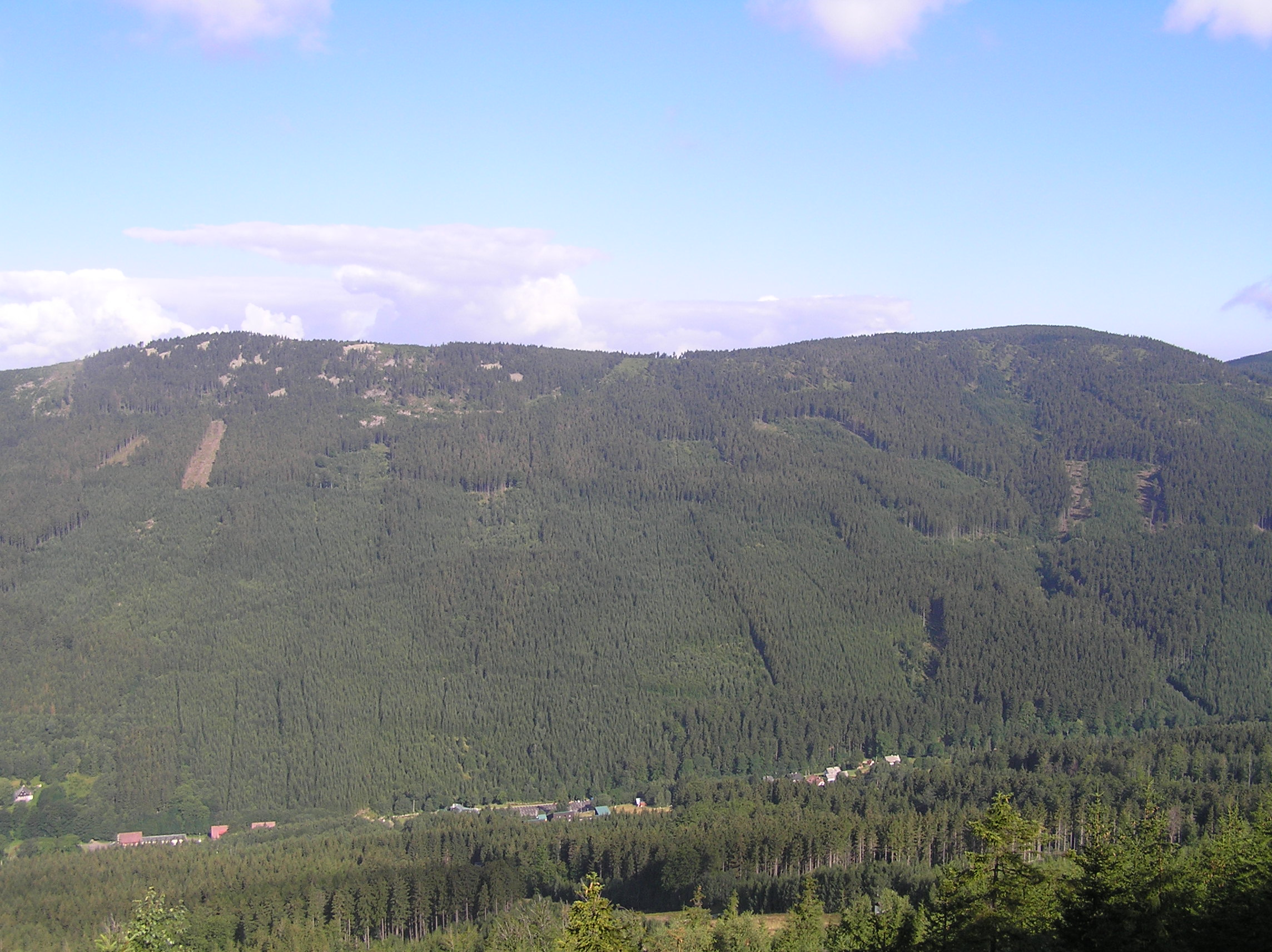
Klepáč a Hleďsebe z východu
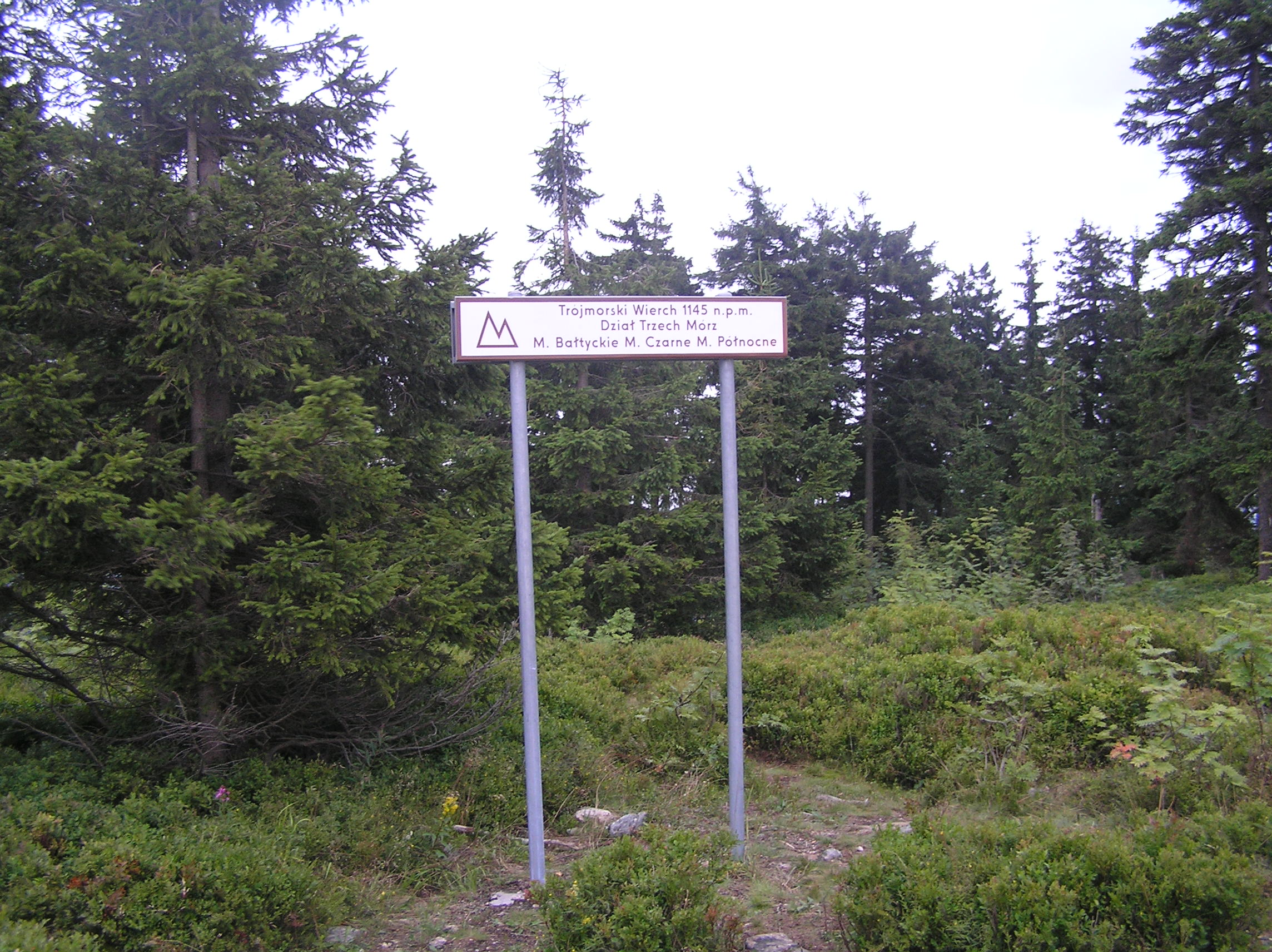
Vrchol střechy Evropy
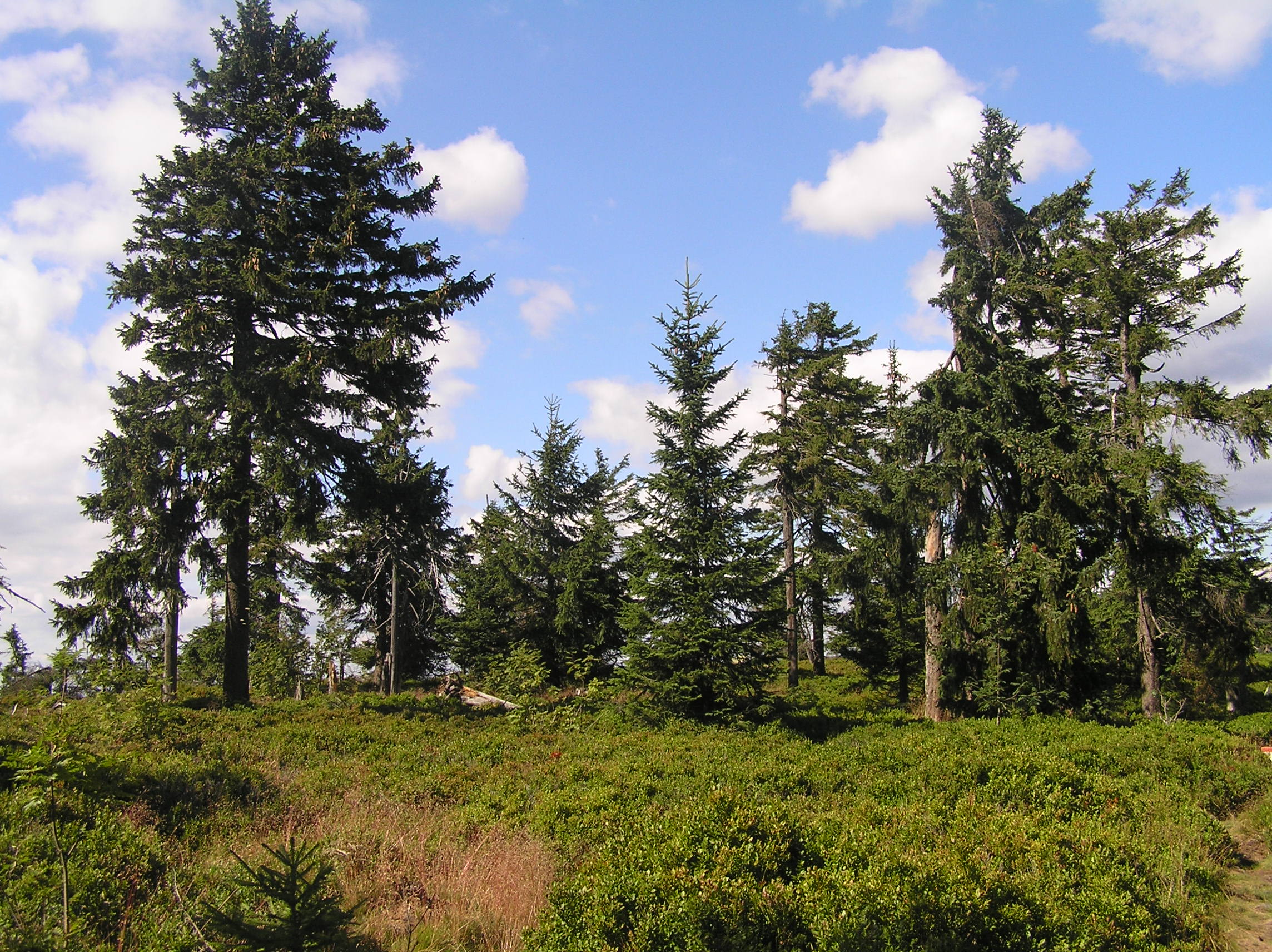
Vrchol střechy Evropy
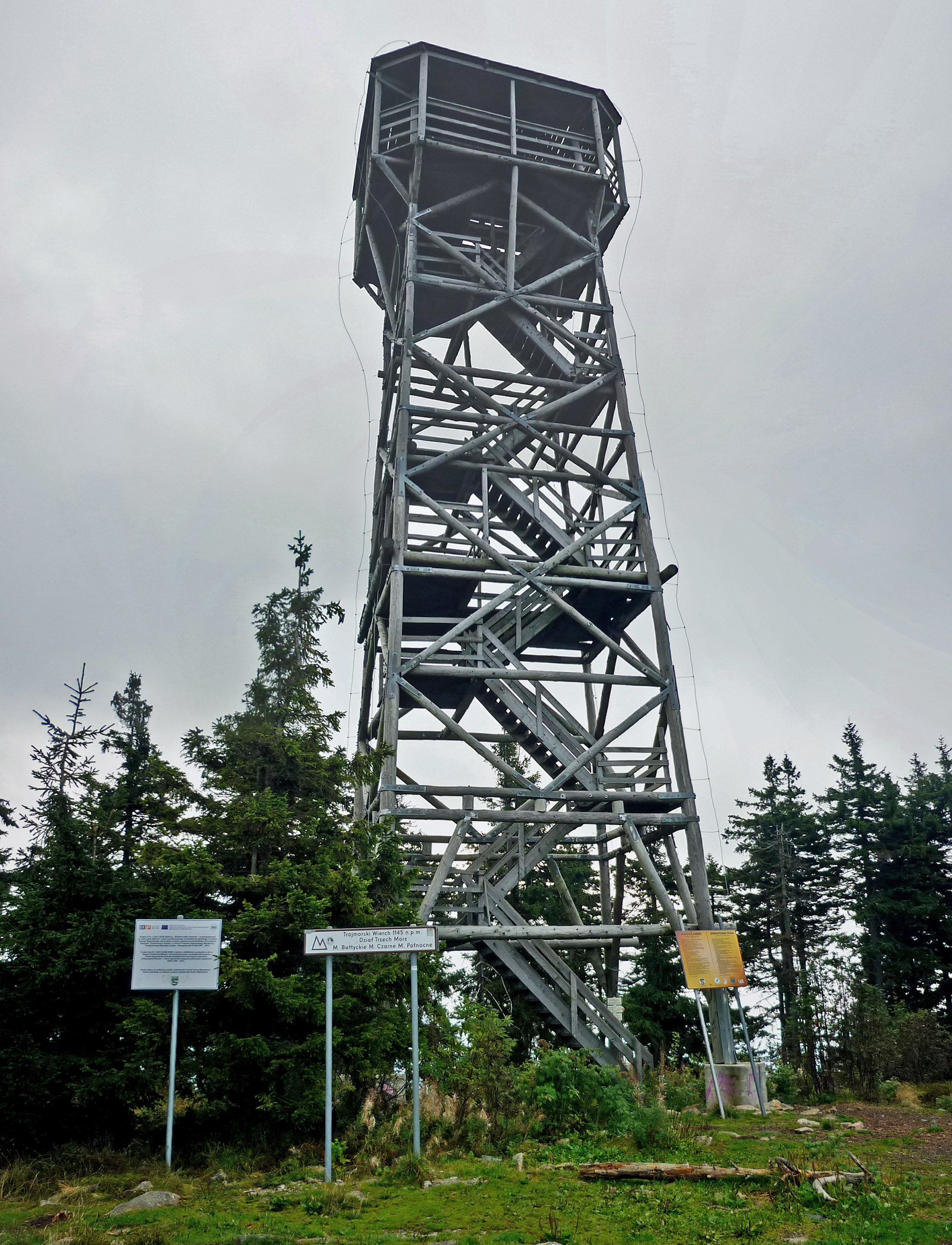
Rozhledna